# Fronte Sandinista di Liberazione Nazionale
Il Fronte Sandinista di Liberazione Nazionale (in spagnolo Frente Sandinista de Liberación Nacional, FSLN) è un movimento rivoluzionario e partito politico nicaraguense di ispirazione sandinista, protagonista nel 1979 del crollo del regime dittatoriale di Anastasio Somoza Debayle, successivamente, sino al 1990, fu impegnato nel governo del Nicaragua, e in seguito divenne maggiore forza politica di opposizione, tornando al potere nel 2006.

## Storia

### Movimento rivoluzionario

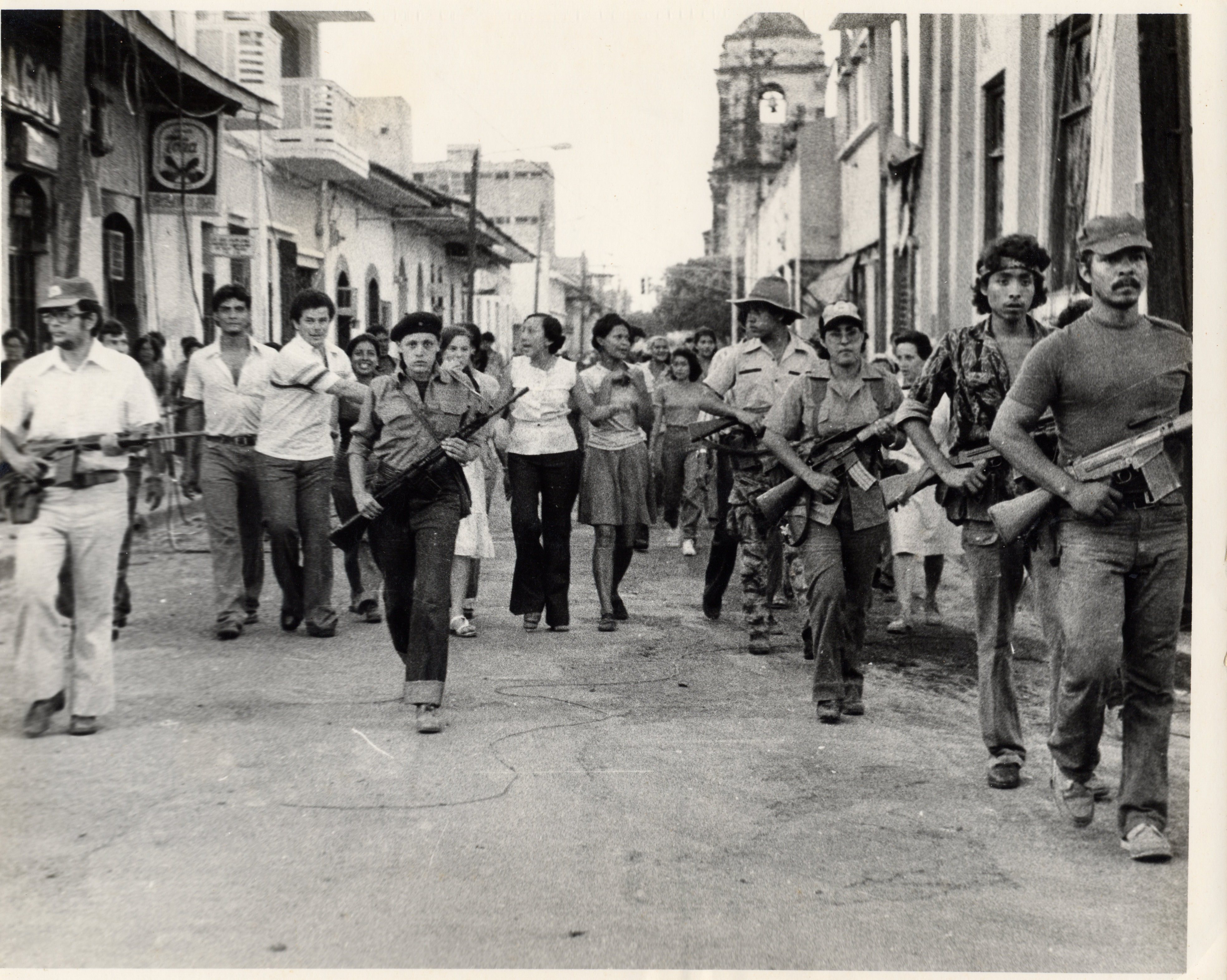
Miliziani del FSLN durante la Rivoluzione sandinista.

Fondato nel 1961 e così chiamato in omaggio al leader della guerriglia anti-imperialista degli anni 1930, Augusto César Sandino, riuscì progressivamente a intensificare la lotta con un forte sostegno popolare, soprattutto nelle campagne, sino all'offensiva militare finale scatenata nel 1978.
Carlos Alberto Fonseca Amador (1936 - 1976) ne fu il fondatore insieme a Santos López, Silvio Mayorga, Faustino Ruiz, Tomás Borge Martínez, Noel Guerrero Santiago e Bayardo Altamirano López. Si unì al Partito socialista e partecipò il 14 settembre 1955 a un'operazione patriottica nella tenuta di San Jacinto come membro di "Ramírez Goyena". L'anno seguente si trasferì a León, in Nicaragua, e si iscrisse alla facoltà di giurisprudenza mentre lavorava all'agenzia La Prensa, frequentando Silvio Mayorga, Tomás Borge e il guatemalteco Humberto Carrillo Luna.
Sei giorni dopo la morte di Anastasio Somoza García, fu arrestato a Matagalpa e rilasciato 50 giorni dopo. Il 3 luglio 1957 fece un viaggio in Unione Sovietica e a Berlino Est. In Nicaragua ritornò il 16 dicembre ed è immediatamente arrestato nell'aeroporto internazionale "Las Mercedes" di Managua dalla Guardia Nazionale.
Nel marzo del 1958, firmò il Programma minimo del partito repubblicano di mobilitazione, che chiedeva l'amnistia generale e il ritorno degli esiliati e fu selezionato per tenere il discorso di apertura del corso universitario. È detenuto più volte, a Managua e a Matagalpa.
Nel marzo del 1959, fondò la JDN (Nicaraguan Democratic Youth) con altri compagni: questo è considerato il primo tentativo da parte della gioventù nicaraguense di diventare politicamente indipendente: le conseguenti azioni politiche lo fanno arrestare il 2 aprile e viene deportato in Guatemala.
Nel 1959 Carlos Fonseca si trasferì dal Guatemala in Honduras e si unì alla colonna di guerriglia "Rigoberto López Pérez", sotto il comando del comandante Rafael Somarriba: essa avrebbe avuto negli anni successivi il sostegno del governo cubano nella lotta contro la dittatura dei Somoza. In un'azione militare, la sua colonna viene massacrata a El Chaparral (Honduras) e Carlos ricevette una ferita da proiettile al polmone. 
Dopo la sua guarigione, Fonseca viaggiò in Costa Rica e Venezuela; detenuto in Messico e in Nicaragua, fu nuovamente espulso in Guatemala, dove fu confinato a El Petén. Viene poi trasferito nella capitale da dove fugge nel Salvador. 
Nel 1961 fondò il Movimento Nueva Nicaragua (MNN) e pubblicò il primo "Sandino's Ideario".
In una riunione del MNN tenutasi in Honduras a luglio, alla quale parteciparono anche Bayardo Altamirano López, Noel Guerrero Santiago, Tomás Borge Martínez, Silvio Mayorga, Faustino Ruiz, Santos López, tra gli altri, Carlos Fonseca propose il nome "Frente Sandinista de Liberación Nazionale "per l'organizzazione armata rivoluzionaria. In quella sede si studia la possibilità di una lotta armata sul terreno che raggiunge le rive del fiume Coco ma, tra febbraio e agosto 1963, si presceglie invece la resistenza urbana.
Nel 1964 Fonseca fu arrestato e condannato a 6 mesi di prigione: qui scrisse "Dalla prigione accuso la dittatura" e "Questa è la verità": questo un saggio confutava una dichiarazione del governo che accusava i sandinisti di voler attaccare i giornali come La Prensa e di voler praticare l'assassinio di politici di altre forze politiche, incluso il Partito Comunista del Nicaragua.
Nel 1967 il FSLN emise una dichiarazione in cui si distaccò dalla sinistra tradizionale. Ad aprile, Fonseca si trasferì sulle montagne, nella zona di Quiragüe, con un gruppo di guerriglieri e il 6 agosto combatté nella regione di El Bijagüe. La presenza dei guerriglieri sandinisti scatenò una sanguinosa repressione tra i contadini.
Il 17 gennaio 1968 il Fronte è riconosciuto a livello nazionale e si consolida politicamente e ideologicamente, nonostante le sue battute d'arresto militari, offrendo un programma con quindici punti. Quando Fonseca il 31 agosto 1969 fu catturato in una casa ad Alajuela, in Costa Rica, diversi movimenti in Francia ed El Salvador ne chiedono il rilascio: il 21 ottobre la richiesta è accolta e Fonseca passa a Cuba attraverso il Messico.
Vive e lavora a L'Avana ma, nell'agosto del 1975, Fonseca è di nuovo in Nicaragua, unendosi ai gruppi di guerriglieri della montagna: Fonseca cade in combattimento la notte dell'8 novembre 1976 nella regione di Zinica.
Nel suo nome Edén Pastora guidò due anni dopo l'assalto al Palacio Nacional, sede del parlamento nicaraguense, dando inizio alla rivoluzione che depose i Somoza e pose fine alla loro dittatura.

### Partito politico
Saliti al potere l'anno seguente, i sandinisti instaurarono un governo rivoluzionario fortemente influenzato anche dalla dottrina della teologia della liberazione, che realizzò la riforma agraria, lo sradicamento dell'analfabetismo e un primo sistema sanitario.
Alle elezioni del 1984 i sandinisti si aggiudicarono i due terzi dei seggi dell'Assemblea nazionale e uno dei membri della Direzione del partito, Daniel Ortega, assunse la carica di presidente del Nicaragua. Ebbe allora inizio una sanguinosa guerra civile alimentata dai contras, un gruppo paramilitare di estrema destra sostenuto dagli Stati Uniti, sullo sfondo della quale maturò la sconfitta elettorale dei sandinisti del 1990, che portò al potere la coalizione conservatrice guidata da Violeta Chamorro, lasciando al FSLN il ruolo di principale forza di opposizione.
Il 5 novembre 2006 sono tornati al potere con la vittoria alle elezioni presidenziali di Daniel Ortega, riconfermato nel 2011, nel 2016 e nel 2021.

## Governo

### Periodo post revoluzionario (1979-1990)

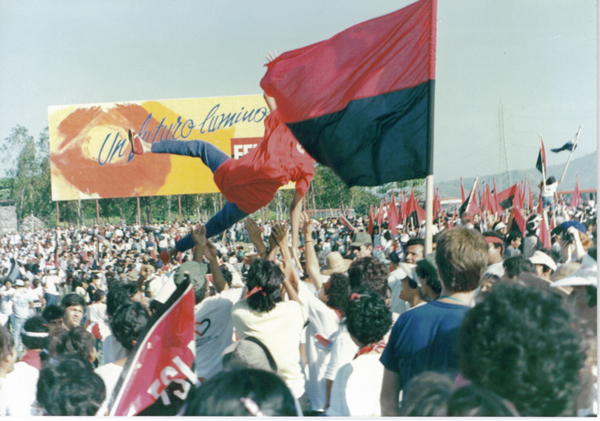
Celebrazioni per il 10º anniversario della Rivoluzione, nel 1989.

Il Fronte Sandinista ha governato il Nicaragua dal 1979 al 1990 e poi nuovamente dal 2006. Già nel 1985, in seguito alla vittoria sandinista nelle elezioni del 1984, il governo degli Stati Uniti decretò un embargo commerciale contro il Nicaragua e continuò il finanziamento dei Contras, milizie anti-sandiniste e mercenari. Successivamente alcuni porti del Nicaragua furono minati dai sub della CIA che fece incendiare anche alcuni depositi di petrolio provocando così l'evacuazione dei civili. Questa azione fu condannata dalla Corte Internazionale di Giustizia come illegale.
Per far fronte alle difficoltà Ortega istituì il Ministero della solidarietà internazionale, permettendo di gestire l'arrivo di migliaia di volontari da tutto il mondo, in particolare dall'Europa occidentale. Partirono medici, maestri, muratori, elettricisti, studenti, pronti a svolgere qualsiasi lavoro: costruire acquedotti, asili, scuole, centri di salute, quartieri e aiutare nella raccolta del caffè.
Il FSLN riuscì a ottenere importanti successi, che si riverberarono in un netto aumento della speranza di vita e riduzione della mortalità infantile, grazie allo sviluppo di un sistema sanitario universale la popolazione raddoppiò in meno di 10 anni. Altra importante opera fu la Crociata di alfabetizzazione che ha ridotto l'analfabetismo endemico della popolazione nicaraguense dal 52% al 12% in meno di un anno. Le riforme furono accompagnate da un discreto sviluppo economico iniziato grazie alla confisca dei latifondi in seguito alla riforma agraria.
Dopo la seconda metà degli anni'80, con le pesanti sanzioni l'economia nicaraguense iniziò a soffrire una pesante inflazione e un deficit nella bilancia commerciale. Ciò generò un malcontento che fu tra le cause che portarono alla vittoria dell'Unione di Opposizione Nazionale guidata da Violeta Chamorro nelle elezioni del 1990. Chamorro privatizzò le imprese statali, ridusse il personale pubblico, tagliò la spesa pubblica e smantellò lo stato sociale, andando ad aggravare l'inflazione, a diminuire la produzione agricola e industriale, ad ampliare il deficit commerciale e portando la disoccupazione fino al 50%, nonostante già nel 1990 gli USA avessero rimosso l'embargo e avessero avviato un programma di assistenza economica al Nicaragua. Sotto i governi di centro-destra l'analfabetismo ritornò a crescere, arrivando quasi a raddoppiare, toccando nel 2005 quota 23%. 16 anni di governi liberali di Chamorro, Alemán e Bolaños lasciarono il Nicaragua con l'80% della popolazione sotto la soglia di povertà e un debito pubblico di 6.500 milioni di dollari, nonostante i 4/5 del debito fossero stati condonati.

### Ritorno al governo (2007- presente)

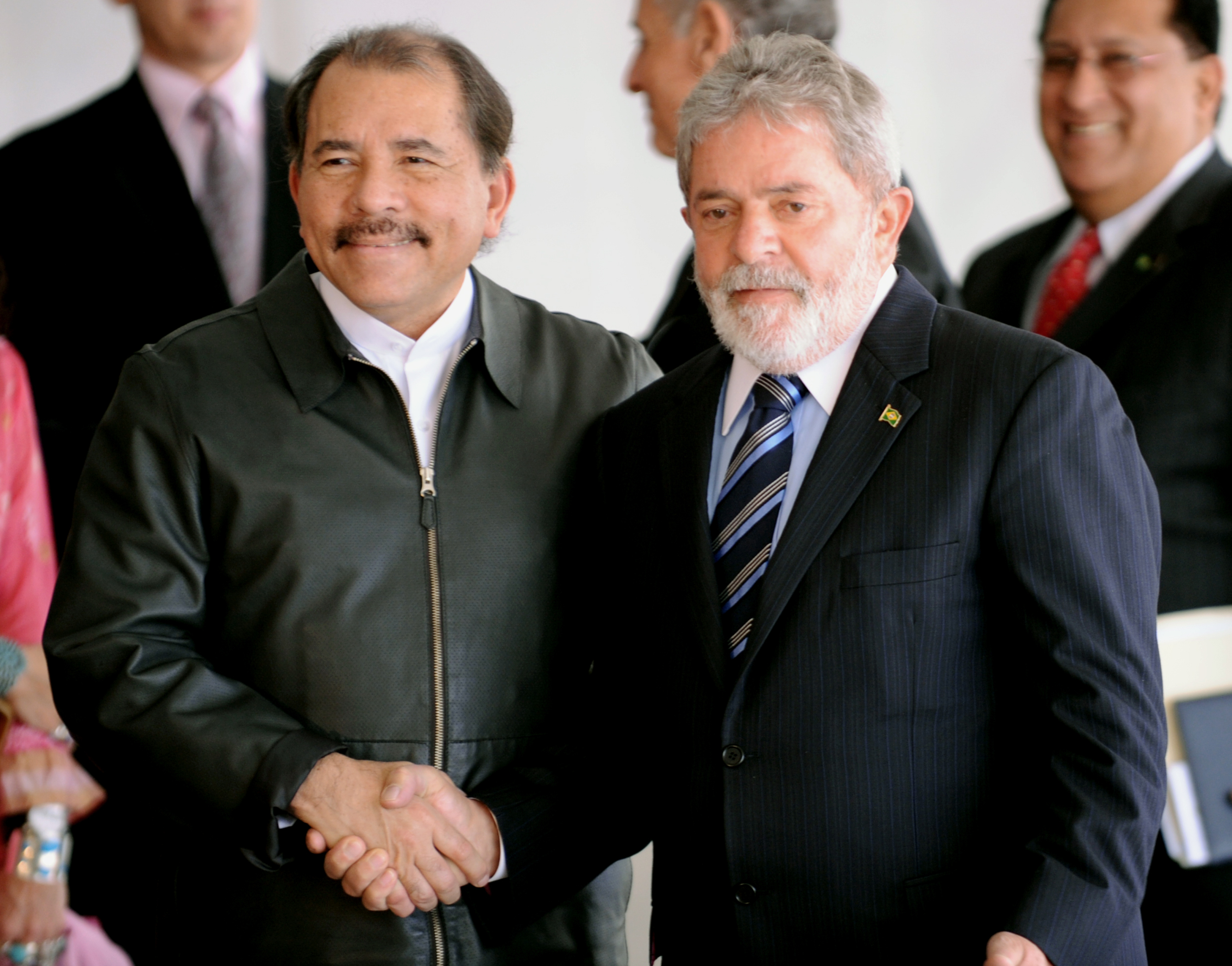
Daniel Ortega con Lula nel 2010.

Nel 2007 il FSLN riuscì a riprendere il potere, accettando compromessi con alcune forze sociali anti-sandiniste e politiche più moderate, al fine di scongiurare una nuova stagione di violenze su vasta scala. I primi provvedimenti furono ristabilire l'universalità del sistema sanitario, avviare politiche per sconfiggere la fame, la costruzione di alloggi popolari e un ripotenziamento del sistema pubblico. Parte delle coperture sono state ricavate con i tagli ai salari enormi dei funzionari del Potere esecutivo e grazie al riallacciamento dei rapporti commerciali con l'ALBA, interrotti dalle amministrazioni precedenti. Tra i vari programmi il più urgente è stato il Hambre Cero ("Fame Zero"), dedicato alle famiglie particolarmente bisognose.
Tra il 2007 e il 2018 si parlò in Nicaragua di "decennio prodigioso" (es: década prodigiosa) con la netta riduzione della povertà (che si attesterà nel 2020 a quota 29,6%) e la crescita economica annua media superiore al 5%, nonostante il ritorno delle sanzioni americane. I successi economici e sociali fecero gradualmente crescere il favore dell'opinione pubblica verso il FSLN, fino a toccare addirittura livelli superiori a quelli degli anni '80.
Il 18 aprile 2018, in seguito a una proposta di legge che prevedeva di applicare una tassa sulle pensioni, vi furono delle proteste, in seguito alle quali, il 22 aprile, il governo sandinista decise di ritirare la proposta di legge. I disordini, però, anziché fermarsi si acuirono e vi furono scontri con morti. Il governo dichiarò come in seno a delle legittime proteste vi fosse infatti un tentativo di colpo di stato eterodiretto dagli Stati Uniti. Le proteste furono fortemente supportate dal COSEP (Consejo Superior de la Empresa Privada, equivalente nicaraguense di Confindustria), dal Vaticano, dall'Unione europea e dagli Stati Uniti. Le proteste sono andate scemando fino sostanzialmente a cessare in estate. Con il Nica Act del novembre 2018 l'amministrazione Trump attuò un recrudimento dell'embargo formalmente per favorire la "difesa dei diritti umani" e la "democratizzazione del Nicaragua".
Per rispondere alle pressioni il governo varò nel 2020 una legge sulla regolamentazione degli agenti stranieri e una sulla regolamentazione delle organizzazioni non governative. Le leggi impongono per persone, società, associazioni o qualsivoglia ente privato che percepiscano denaro dall’estero, la registrazione presso il Ministero dell’Interno della propria attività e la certificazione dei finanziamenti esteri che si ricevono, motivandone motivi ed impiego nel Paese. Ove si omette la regolare registrazione presso l’autorità competente scattano sanzioni di tipo amministrativo. La legge vieta alle organizzazioni straniere di finanziare partiti politici nicaraguensi.
Nel 2021 l'amministrazione Biden promulgò il Renacer Act, volto a potenziare gli effetti del Nica Act e le sanzioni economiche. Nello stesso anno il governo nicaraguense riallacciò i rapporti diplomatici e commerciali con la Cina, che erano in stallo dal 1991.
Grazie a nuovi rapporti di forza maturati nel quindicennio di governo, avendo consolidato l'appoggio popolare, il Fronte Sandinista è riuscito a marginalizzare fazioni rivali. Nel 2023 ha sciolto il COSEP e altre associazioni imprenditoriali ostili al governo.

## Ideologia

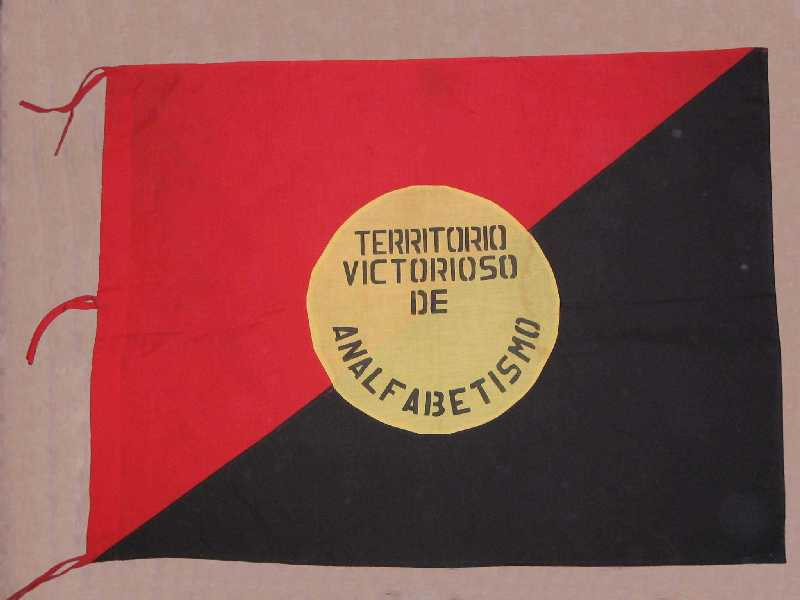
Bandiera celebrante la vittoria di un territorio sull'analfabetismo, tipicamente esposta nei quartieri e nelle aree più disagiate in seguito alla scolarizzazione di massa.

Il Fronte Sandinista nasce come movimento su basi strettamente antimperialiste, ispirate appunto alla figura del guerrigliero Augusto César Sandino, da cui il partito prende il nome, che fu leader della resistenza popolare contro l'occupazione militare statunitense tra il 1927 e il 1933, quando venne ucciso.
Il fattore che maggiormente caratterizza il sandinismo è da sempre il pluralismo di visioni, comunque coese nei principi fondamentali di indipendenza, sovranità popolare e giustizia sociale, si spazia infatti dal marxismo al socialismo democratico, al socialismo del XXI secolo, al patriottismo, al nazionalismo di sinistra, al socialismo cristiano declinato nella lettura della teologia della liberazione.
L'ideologia del Fronte Sandinista risulta essere la sintesi delle istanze socialiste, quelle patriottiche e quelle più progressiste del cattolicesimo (spesso osteggiate e condannate dal Vaticano).

### Femminismo nicaraguense

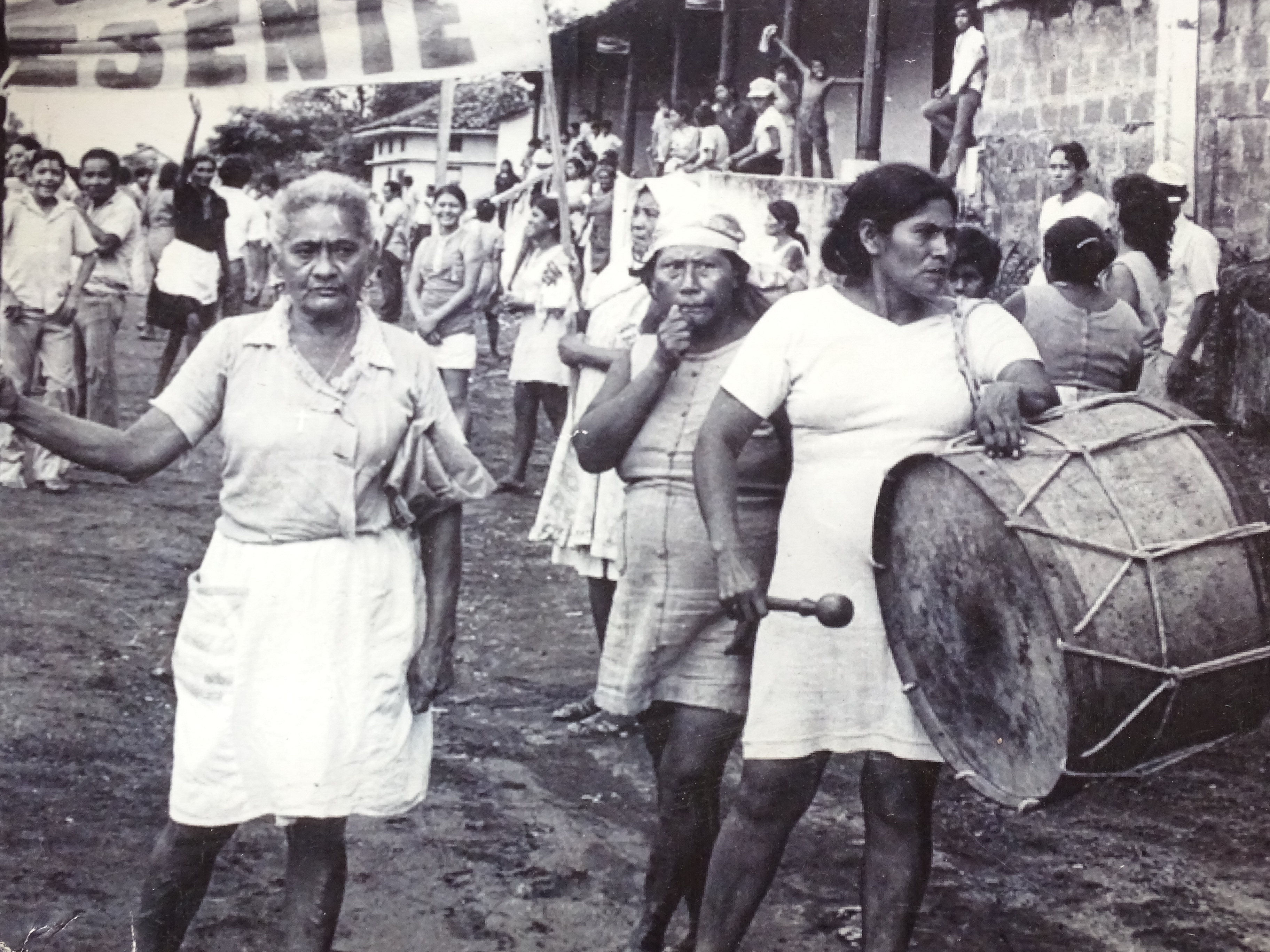
Donne nicaraguensi durante la Rivoluzione sandinista.

La questione femminile all'interno del Fronte Sandinista è frutto della dialettica tra un'istanza emancipatrice e un'istanza cristiana tradizionalista. 
La vittoria del Fronte Sandinista di Liberazione Nazionale nel 1979 ha portato grandi cambiamenti e vantaggi per le donne, introducendo nella legislazione ampie opportunità educative, programmi di formazione per le donne lavoratrici, programmi di assistenza all'infanzia per aiutare le donne a entrare nel mondo del lavoro e un grande aumento della partecipazione e posizioni di leadership in una serie di attività politiche. Con il governo sandinista le donne poterono diventare più attive politicamente, risultando fondamentali nel radicamento del partito nella cittadinanza, dato che la grande maggioranza dei membri dei comitati di quartiere (Comités de Defensa Sandinista) erano donne. Acquisirono notevole spazio anche agli alti piani della politica, già nel 1987 occupavano il 31% delle posizioni esecutive nel governo sandinista, fino ad arrivare al 50% nella pubblica amministrazione e il 60% nel sistema giudiziario nel 2007. Le donne nicaraguensi sostennero la rivoluzione anche organizzandosi in modo indipendente dal partito, ad esempio fondando la Federación Democrática (che sostiene il FSLN nelle aree rurali) e l'Associazione Luisa Amanda Espinoza delle donne nicaraguensi (Asociación de Mujeres Nicaragüenses Luisa Amanda Espinosa).
Quando Daniel Ortega fu sconfitto nelle elezioni del 1990 dalla coalizione di destra guidata da Violeta Chamorro, la situazione cambiò drasticamente, mettendo in campo politiche neoliberiste e antifemministe. In termini di donne e mercato del lavoro l'associazione AMNLAE riferì che in meno di un anno quasi 16.000 donne lavoratrici (9.000 braccianti, 3.000 operaie e 3.800 dipendenti pubblici, di cui 2.000 nella sanità, 800 nell'istruzione e 1.000 nell'amministrazione) avevano perso il lavoro. Il cambio di governo portò inoltre alla drastica riduzione o sospensione di tutti i programmi sociali sandinisti.
La situazione ritornò in favore delle donne con la ripresa del potere del Fronte Sandinista, che portò notevoli successi, permettendo al Nicaragua di raggiungere risultati di elevatissima valenza nella parità di genere. Tra il 2007 e il 2020, sotto l'amministrazione sandinista, il Nicaragua è passato infatti dal 62º al 5º posto nel mondo in termini di uguaglianza di genere, secondo il Global Gender Gap Report del World Economic Forum.
Un altro importante passo ottenuto anche grazie al movimento femminista nicaraguense è avvenuto nel 2014 con la Legge 779 o Ley integral contra la violencia hacia las mujeres, dove si prende atto che la legislazione precedente non era sufficiente per perseguire l'eradicamento della violenza di genere. Gli obbiettivi sono contrastare la cultura violenta e prevenire mediante uno studio più approfondito delle dinamiche di genere, un maggiore coinvolgimento delle associazioni nel lavoro del Ministero della Donna e dell'Infanzia, potenziare le misure concrete di sostegno all'istruzione e alla formazione femminile e un aggiornamento del sistema giudiziario andando ad approfondire le dinamiche di genere nella giurisprudenza nicaraguense. Si legge: "Tutte le donne hanno il diritto, sia nella sfera pubblica che in quella privata, di vivere una vita libera dalla violenza, di vivere la loro libertà e integrità sessuale e riproduttiva, nonché il riconoscimento, il godimento, l'esercizio e la tutela di tutti i loro diritti diritti e libertà sanciti dalla Costituzione politica della Repubblica di Nicaragua".
Se sul piano economico, lavorativo e di status sociale il Fronte Sandinista ha promosso politiche a suo avviso funzionali alla parità di genere, permane il divieto di praticare l'interruzione di gravidanza, derivante appunto dall'anima cristiana del partito, nonostante vi siano divergenze di visioni sull'argomento nella dirigenza.
In occasione delle condanne da parte di Vaticano, Stati Uniti, Unione europea del governo sandinista nel 2018, anche alcune associazioni del femminismo occidentale condannarono il Fronte Sandinista, definendolo reazionario e lesivo dei diritti umani.

## Risultati elettorali
| Elezione | Voti      | Percentuale | Seggi   |
| -------- | --------- | ----------- | ------- |
| 1984     | 735.467   | 66,97%      | 61 / 96 |
| 1990     | 579.886   | 40,82%      | 39 / 92 |
| 1996     | 664.909   | 37,83%      | 36 / 92 |
| 2001     | 922.436   | 42,28%      | 37 / 92 |
| 2006     | 854.316   | 38,07%      | 38 / 92 |
| 2011     | 1.569.287 | 62,46%      | 62 / 92 |
| 2016     | 1.806.651 | 72,44%      | 70 / 92 |
| 2021     | 2.093.834 | 75,87%      | 75 / 92 |

## Nella cultura di massa

### Documentari
- Contra-diction - Il caso Nicaragua (1988), di Giuseppe Ferrara, prodotto dalla CGIL.

### Musica
- Il gruppo rap-reggaeton portoricano Calle 13 menziona il movimento sandinista nel brano Llegale a mi guarida (2007). Nello specifico: "Respeto a Nicaragua y a la lucha sandinista" ("Rispetto il Nicaragua e la lotta sandinista").
- In risposta alla presa di posizione anti-sandinista da parte del primo ministro britannico Margaret Thatcher, e la sua proposta di vietare persino l'uso della stessa parola "sandinista", il gruppo punk rock The Clash intitolò Sandinista! il proprio quarto album, uscito nel 1980. Nell'album c'è la traccia Washington Bullets, che fa riferimento alla lotta del Nicaragua e di altri movimenti latinoamericani.

### Linguaggio
- Nel contesto della Guerra in Nicaragua (1962-1990), a partire dagli anni '80, negli Stati Uniti è entrata in uso l'espressione "sandinista" per riferirsi a un supporter fanatico di una qualsiasi causa. Ciò accadde per gli effetti dell'intensa campagna mediatica denigratoria, che spesso associava il movimento sandinista a un movimento integralista e terrorista, per giustificare l'intervento armato.[senza fonte]